# Raichō Hiratsuka
Raichō Hiratsuka (平塚 らいてう, Hiratsuka Raichō, 10 février 1886 - 24 mai 1971) est une écrivaine, journaliste, femme politique et féministe libertaire japonaise.

## Biographie

### Jeunesse et études
Née Haru Hiratsuka (平冢明) à Tokyo, en 1886, elle est la deuxième fille d'un fonctionnaire de haut rang. Elle est diplômée de l'Université pour femmes du Japon (日本女子大学) en 1903. Elle est ainsi influencée par les courants contemporains de la philosophie européenne, ainsi que par le bouddhisme zen, dont elle devient une adepte fervente.
Elle subit également l'influence de l'écrivaine féministe suédoise Ellen Key, dont elle traduit certains ouvrages en japonais.

### Premiers engagements féministes
Après l'obtention de son diplôme, elle intègre l'École féminine d'anglais de Narumi où elle fonde, en 1911, le premier magazine littéraire féminin japonais, Bas Bleu, en japonais Seitô (青鞜), dont le premier numéro commence par les mots : « Au commencement, la femme a été le soleil » (« 原始、女性は太陽であった »). Sur 5 fondatrices de la revue, 4 sont des ex-étudiantes de la première université japonaise créée pour les femmes en 1901, la Nihon joshi daigaku (日本女子大学). Raichō était allée demander personnellement une contribution à Akiko Yosano, poétesse de renom. 
Elle adopte le nom de plume « Raichō » et commence à appeler à la révolution spirituelle des femmes. Dans les premières années du magazine, elle apporte des réponses aux problèmes de ces dernières, y compris sur la sexualité, la chasteté et l'avortement. Le journal acquiert rapidement de la notoriété mais plusieurs questions se heurtent à la censure d'État. Parallèlement, depuis 1914, Raichō Hiratsuka commence à vivre ouvertement sa liaison avec son jeune amant, l'artiste Hiroshi Okumura, avec lequel elle a deux enfants hors mariage et qu'elle finit par épouser en 1941. La revue est objet de censure à plusieurs reprises, Raichô se retire de la direction en 1915. Itō Noe (1895-1923) prend le relais mais la revue ne se maintiendra pas très longtemps, elle disparaît après 1916. Sa fondatrice devient une sommité dans le mouvement féministe naissant.

### Associations
En 1920, à la suite d'une enquête sur les conditions des travailleuses dans les usines textiles de Nagoya, elle fonde l'Association de la femme nouvelle (新婦人協会), en collaboration avec d'autres féministes, comme Fusae Ichikawa et Oku Mumeo. Cela allait alors à l'encontre de l'article 5 du Règlement de sécurité de la police adopté en 1900, qui empêchait les femmes d'adhérer à des organisations politiques et la tenue de réunions à caractère féministes. Cela est abrogé en 1922. Le suffrage féminin, reste cependant un problème peu abordé au Japon. 
Elle mène une campagne controversée pour interdire aux hommes possédant une maladie vénérienne de se marier. Cela l'aligne avec le mouvement eugénique, affirmant que la propagation des maladies vénériennes aurait un effet néfaste sur les Japonais dits de « race ».
Les deux prochaines décennies voient Raichō Hiratsuka se retirer peu à peu aux yeux du public. En effet, elle est criblée de dettes et son amant est en proie à des problèmes de santé. Elle continue néanmoins d'écrire et d'organiser des conférences.

### Après la Seconde Guerre mondiale
Les années d'après-guerre, l'amènent à devenir un personnage public à travers le mouvement pour la paix. Elle est membre de la Fédération démocratique internationale des femmes. En 1950, le jour après le déclenchement de la guerre de Corée, elle voyage aux États-Unis avec l'écrivaine et militante Nogami Yaeko et trois autres membres du Mouvement des femmes du Japon (婦人運動) afin d'être présentée au secrétaire d'État américain Dean Acheson. Elle fait la demande de la création d'un Japon neutre et pacifiste. Elle s'intéresse aussi au suffrage féminin, étant fondatrice de la l'Association des femmes nouvelles du Japon (新日本婦人の会), en 1963, avec Nogami. Elle continue d'écrire jusqu'à sa mort, en 1971.